# آلان إيوبو
آلان إيوبو (بالفرنسية: Alain Eyobo)‏ (مواليد 17 أكتوبر 1961) هو لاعب كرة قدم. يلعب مع منتخب الكاميرون لكرة القدم. سبق له أن لعب في كأس العالم لكرة القدم مع منتخب بلاده.

## الروابط الخارجية
- آلان إيوبو على موقع الاتحاد الدولي (مؤرشف)  (الإنجليزية)
- آلان إيوبو على موقع اتحاد تركيا (لاعب) (الإنجليزية)
- آلان إيوبو على موقع قاعدة بيانات كرة القدم.إي يو (الإنجليزية)
- آلان إيوبو على موقع ناشيونال فوتبول تيمز (الإنجليزية)
- آلان إيوبو على موقع عالم كرة القدم.نت (الإنجليزية)